# Chaetonotus caudalspinosus
Chaetonotus caudalspinosus är en djurart som tillhör fylumet bukhårsdjur, och som beskrevs av Visvesvara 1964. Chaetonotus caudalspinosus ingår i släktet Chaetonotus och familjen Chaetonotidae. Inga underarter finns listade i Catalogue of Life.